# 恋染まーきんぐ
『恋染まーきんぐ』（こいぞめまーきんぐ）は、オクモト悠太による日本の成人向け漫画。前作の乳恋!から約2年ぶりの単行本。また、この作品で初めて単行本オリジナルの描き下ろし短編が掲載されていない。

## 生意気すぎんぞメイド様！

### ストーリー
学園内で村上とメイド姿の萩村がまぐわっていた。
村上はいつもと違う香苗に少し驚きながらも主導権を握るような言い草で物を言うが香苗は従順な態度で素直に村上に従い下手に出る。
二人はその状態でのプレイを続けるが、あまりにも絶倫な香苗に村上は段々驚くようになる。
数時間前、クラスで学祭は何にするかという話が行われていた。香苗はメイド喫茶にしたいというが村上は反論する。
香苗は放課後話し合おうと提案して村上も受け入れる。放課後になり、村上は教室で待っているとメイド姿の香苗が現れた。
香苗を可愛いと思った村上は緊張してしまい、そんか村上を香苗はからかう。
村上はムキになって香苗に食って掛かるが拍子で香苗の胸が揺れて再度緊張する。
香苗もまた村上をからかうが痺れをきらした村上は香苗の胸を揉み、今度は驚く香苗の後も揉む。
香苗は抵抗するも胸の部分をはだけさせられ更にはパンツの中に手を入れられ股をまさぐられてしまう。
村上は優位に立ったはずだが全く抵抗しない香苗のことを少しおかしく思いながらも濡れていることを指摘すると今度は香苗は反論するが村上は間髪いれずに自分のものを香苗の顔の前に出す。
これに対して香苗は強気に出ることで優位に立とうとするが村上に押されてしまい、しゃぶってフェラをすることになる。
香苗は強引なフェラに苦しさを感じながらも同時に何故か気持ちいいとも感じるようになる。
村上は射精をして自分の股間をまさぐっていた香苗も絶頂を迎える。
香苗は強引にされながらも満更でもない気持ちになり、村上も香苗を見て可愛さを感じる。やりすぎたと思った村上は心配するが香苗はそんな村上を制止して、むしろ今更優しいのは気色悪いから強気で積極的にしてほしいと頼み村上も言う通りにしてプレイを続ける。
互いにその気になりながらテンションを更に上げ、村上は主導権を握りながら、香苗はメイドとしてへりくだりながら、それぞれ絶頂を迎え、満足したが飽きたらずに相変わらず続けていた。
二人はこれを機に仲良くなったが事情を知らないクラスメイトたちはそんな二人を見て、いつもと違う状況をむしろ気味が悪いと思うようになっていた。

### 登場人物
村上
強面の顔をした高校生男子。香苗とは反りが合わない。
萩村香苗
村上のクラスメイト。村上とは犬猿の仲。趣味で服を作れるほどに手芸に長けている。
田中
おかっぱ頭の眼鏡女子。村上と早苗の間の席でいつも二人の喧嘩を間近で見て怖がっている。ラストでは仲良くなった二人を見るが、それはそれで変に思っていた。

## 秋の扇

### ストーリー
進一は酔った兄の修一を家に連れてきたが進一は乗り気になれないものがあった。そこへ修一の妻、由香里が迎えに来るが進一は気まずさを感じていた。
進一は兄と由香里が結婚するまえに一度だけ肉体関係を持ったことがあり、そのことが引っ掛かっていた進一はすぐに帰ろうとするが由香里は「夫を寝室まで連れて行ってほしい」と引き留める。
兄を寝室に連れた進一は飲み物を一服すると由香里が「ビールのほうがいい？」と話しかけ進一もお願いするが由香里のことを考えて緊張する。
進一は後ろから由香里に近づいたが由香里は鏡をみて進一が近づいていることに気づく。しかし由香里はおびえることもなく進一は「由香里が好きだと告白、由香里も「よくないこと」だと言いながらも満更な気持ちになる。
現に短いスカートをはいていることを指摘され、兄に相手にされていない寂しさからだろうとも指摘をされた由香里は弱気になりながらも否定するが、進一は由香里にキスをして口をふさぎながら由香里の服を脱がす。
由香里は抵抗するも逆らいきれず進一にブラジャーをずらされ乳首を出されてしまい、進一はそのまま後ろから由香里の両胸をもみ、ついでに乳首もつまむように愛撫をして由香里に感じていることを質問するように指摘して、由香里のスカートを下ろしてパンツ姿の下半身を綺麗と褒め、進一は由香里に断りを入れて由香里の尻の間に自分の一物をこすりつけ、由香里はパンツを下し、進一は由香里に挿入をする。
由香里は喘ぐのを我慢しながらも感じ、進一も兄に気づかれるかもしれないスリルを敢えて楽しむ。

### 登場人物
進一
由香里と義理の姉弟になるまえに一度だけ肉体関係を持った。
由香里
進一の義姉（進一の兄の妻）。
修一の兄
名前は不明。弟曰く、移り気な性格。出番は非常に少ないが口調を見る限りは粗野。

## パーフェクト・ナース・コール

### 登場人物
桜井
過労で入院した。
園宮香澄
清楚な雰囲気をもつナース。

## 微熱なキョリ感

### 登場人物
祐一
幼少の頃に葵と「自分達は親友」という約束をしたが思春期を迎えた高校生の年頃になってからは葵を異性として意識するようになり「親友としての関係」を保つために敢えて距離をおくようになる。
葵
祐一とは幼い頃からの付き合い。

## でんじゃらすいんたびゅー！

### 登場人物
高峰理香子
大野曰く、校内でも何かと目立つ存在。
大野
新聞部部長。

## 想定内カノジョ

### 登場人物
男
主人公。彼女の母親の美優と関係を持っている。
美優
主人公の彼女の母親。

## あほなんて好きちゃうもん！
ストーリー

登場人物

## レッスン・フォー・ミー
ストーリー

登場人物
日向七海（ひゅうが ななみ）
本編のヒロイン。黒ギャルの高校生。赤点を多く採る程頭が悪く、家庭教師の力をもってしても41点が限界。

## 夜目遠目笠のうち
ストーリー

登場人物

## ほろ酔いCherry-Pick
ストーリー

登場人物
篠原京子（しのはら きょうこ）
本編のヒロイン。ボブヘアの黒髪。姫川とは同じマンションの住人で、大の仲良し。
姫川真奈美（ひめかわ まなみ）
もう一人のヒロイン。ウェーブがかかったツインテールの茶髪。篠原とは同じマンションの住人で、大の仲良し。

## 秘書の秘めゴト
ストーリー
登場人物

## ちいさくないよお隣さん

### 登場人物
向井
年の離れた妹がおり、その印象が瑞希に似ていたの瑞希を年下と間違えた理由。仕事帰りの描写があることから職に就いていると思うが職種は不明。
瑞希
向井よりも二つ年上。髪型はツインテール。職業は学校の講師。小柄で童顔な子供のような雰囲気に対して姓に対する姿勢は強気。
大家さん
名前は不明。向井と瑞希が住むアパートの管理人。向井が惚れている美人で巨乳。

## 書誌情報
- オクモト悠太 『乳染まーきんぐ』 ワニマガジン社〈ワニマガジンコミックススペシャル〉、全1巻
  1. 2017年3月1日初版発行（2017年2月17日発売[12]）、ISBN 978-4-86269-477-5